# 浅沼道郎
浅沼 道郎（あさぬま みちお、1953年10月4日 - ）は、名古屋テレビ放送（メ〜テレ）の元アナウンサー・社長室長。愛知県春日井市出身。血液型B型。東海中学校・高等学校、早稲田大学卒業。

## 来歴・人物
大学卒業後、1977年4月に名古屋放送（現・名古屋テレビ放送）に入社。以来、スポーツ関連番組と情報番組を中心に担当。特に夕方のローカルワイド 『名古屋テレビぐっとイブニング』 では最終回までメインキャスターを務めていた。テレビタレントセンターの講師をしていたこともある。1988年10月には、担当番組 『ドラゴンズ倶楽部』 の企画で共演者の夏木ゆたからと歌った 『すごいドラゴンズの唄』 という曲のレコードをリリースした。また、30～40代の頃は高校野球愛知大会の実況を担当する機会がしばしばあった。
後にアナウンス部長に就任。部長就任後は自ら「カリスマ部長」と名乗り、名古屋テレビ公式サイト内に 『カリスマ部長のつぶやき』 という特設日記ページを開設。ここでアナウンス室所属の他のアナウンサーたちの動向やその他裏話を赤裸々に綴っていた。さらに2005年には部長から局次長へ昇進し、「カリスマ局次長」となる。2006年7月から大阪支社長となり、アナウンス職から離れた。実際は就任直後の同年8月12日に在名民放5局で同時生放送された 『 民放5局史上最大のコラボレーション!地デジ夏祭り2006全部見せます!ナゴヤのテレビ"過去" "現在" そして"未来" 』 が、アナウンサーとして最後の出演となった。その後、大阪支社長・社長室長などを経て定年退職。現在はフリーアナウンサーとして、アナウンススクールや企業・学校向けの話し方講習会の講師などを務めている。また作家、エッセイストとしての活動にも意欲をみせている。具体的なエピソードは、浅沼道郎ブログ「人はいつでもどこでも『話し方』で評価されている」に詳しい。浅沼道郎ブログ　人はいつでもどこでも「話し方」で評価されている⁤

## 過去の担当番組
- 大相撲ダイジェスト（名古屋場所開催時のみ）
- 名古屋テレビニュース6:00（メインキャスターを安井由美アナウンサーと共に担当していた）
- スポーツ中継
- ドラゴンズ倶楽部
- 名古屋テレビぐっとイブニング（メインキャスター＜浅沼にとって名古屋テレビニュース６：００以来の夕方ニュース担当でもあった。＞）
- 情報ライブ トゥー・ユー!（同番組内のニュースコーナーを報道部から担当していた）
- オンブズ11 → メ〜テレオンブス
- 笑顔屋
- その他、各種ナレーションなどを担当。

## 著書
- ゆっくり話すだけで、もっと伝わる! （朝日新聞出版）
- 周りの9割が味方に変わる話し方（みらいパブリッシング）
- 極上の言葉に涙する夜があってもいいじゃないか（みらいパブリッシング）